# Leimen (Baden)
Leimen (ⓘ; kurpfälzisch: Lome) ist eine Stadt im nordwestlichen Baden-Württemberg rund sieben Kilometer südlich von Heidelberg. Sie ist nach Weinheim, Sinsheim und Wiesloch die viertgrößte Stadt des Rhein-Neckar-Kreises und gehört mit ihrem Umland zum Mittelbereich Heidelberg des gleichnamigen Oberzentrums. Sie gehört zur europäischen Metropolregion Rhein-Neckar. Die im Rahmen der Gebietsreform der 1970er Jahre neu gebildete Gemeinde Leimen erhielt 1981 die Stadtrechte und ist seit 1992 eine Große Kreisstadt.

## Geographie

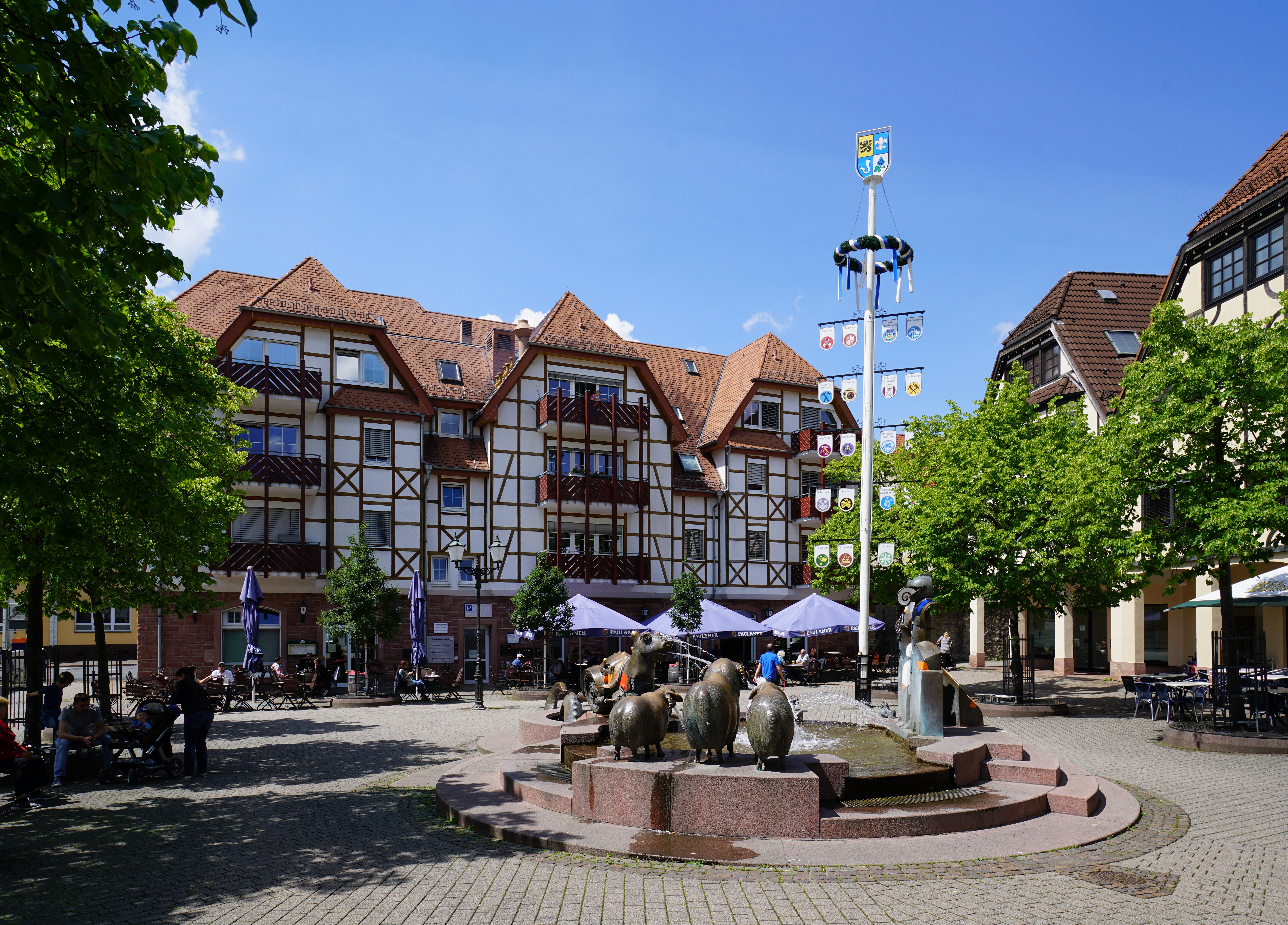
Der Georgi Marktplatz in Leimen-Mitte mit dem Maibaum (Mai 2017)

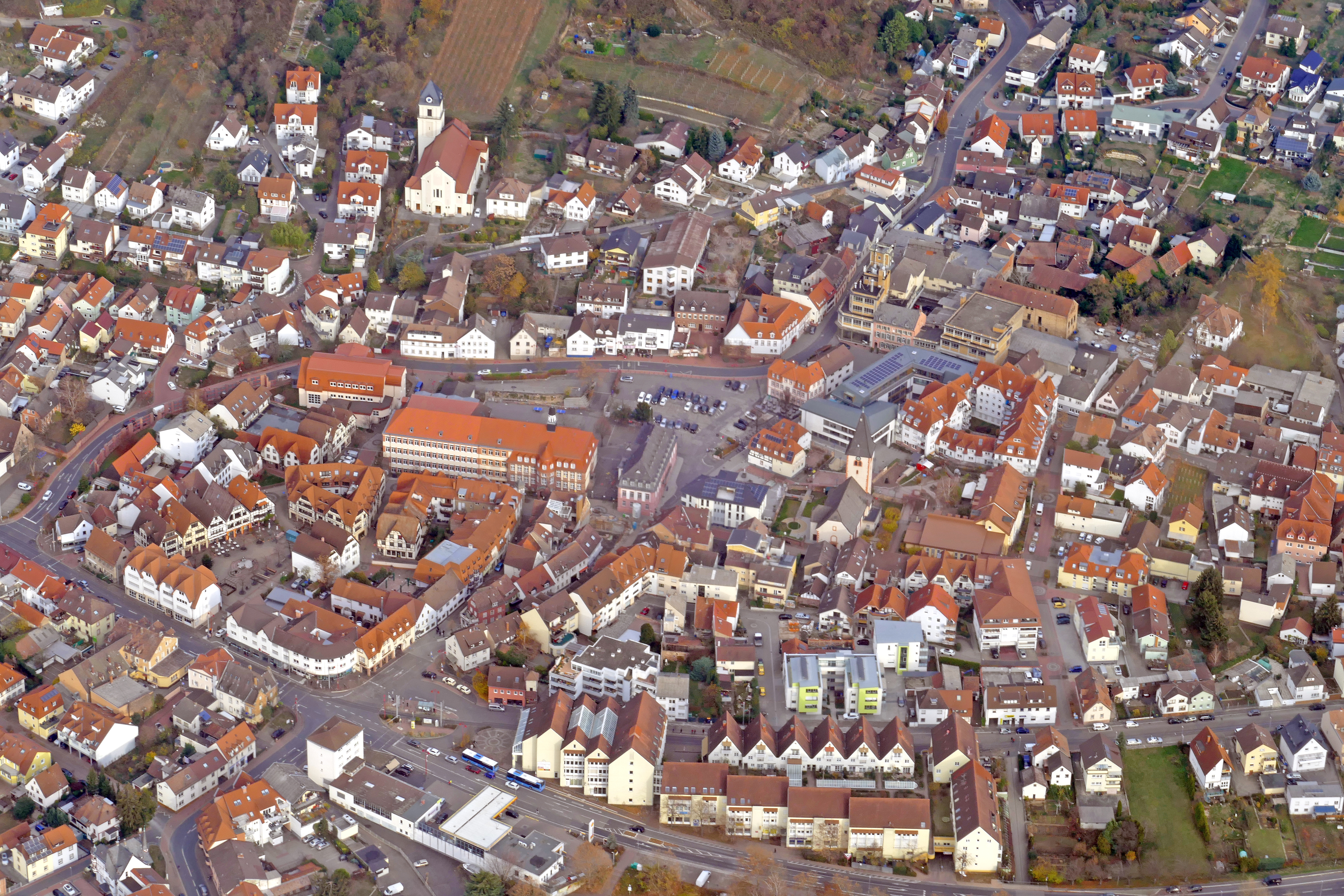
Luftaufnahme des Zentrums von Leimen (November 2018)

### Lage
Leimen ist ein Teil der Metropolregion Rhein-Neckar und liegt in der Oberrheinischen Tiefebene an den Ausläufern der Schwetzinger Hardt am Übergang zum Kraichgauer Hügelland. Durch das Stadtgebiet fließt der Leimbach. Im Osten der Gemarkung fließen der Ochsenbach und der Gauangelbach.

### Nachbargemeinden
Folgende Städte und Gemeinden grenzen an die Stadt Leimen. Sie werden im Uhrzeigersinn beginnend im Norden genannt:
Heidelberg (Stadtkreis), Gaiberg, Bammental, Mauer, Wiesloch, Nußloch, Walldorf und Sandhausen (alle Rhein-Neckar-Kreis). Westlich von Sandhausen liegt eine zu Leimen gehörige unbewohnte Exklave, die von den Städten und Gemeinden Oftersheim, Sandhausen, Walldorf, Reilingen und Hockenheim umgeben ist.

### Stadtgliederung
Das Stadtgebiet Leimens besteht aus den fünf Stadtteilen Gauangelloch, Leimen, Lingental, St. Ilgen und Ochsenbach. Die offizielle Bezeichnung der Stadtteile erfolgt in der Form „Leimen-…“, für den Stadtteil Leimen kann auch die Bezeichnung Leimen-Mitte verwendet werden.
In den Grenzen vom 30. September 1973 gehörte zu Gauangelloch der Weiler Ochsenbach. Zu Leimen gehörten der Weiler Lingental(erhof), der Ort Im Industriegelände und die Häuser Am Kieslochweg, Am Wiesenweg, Baiermühle, Kistenmachermühle, Haltestelle Leimen, Lochmühle (Bucheneck), Schießstand und Zum Gossenbrunn. Außerdem liegt hier die Wüstung Grauenbrunnen.

## Geschichte

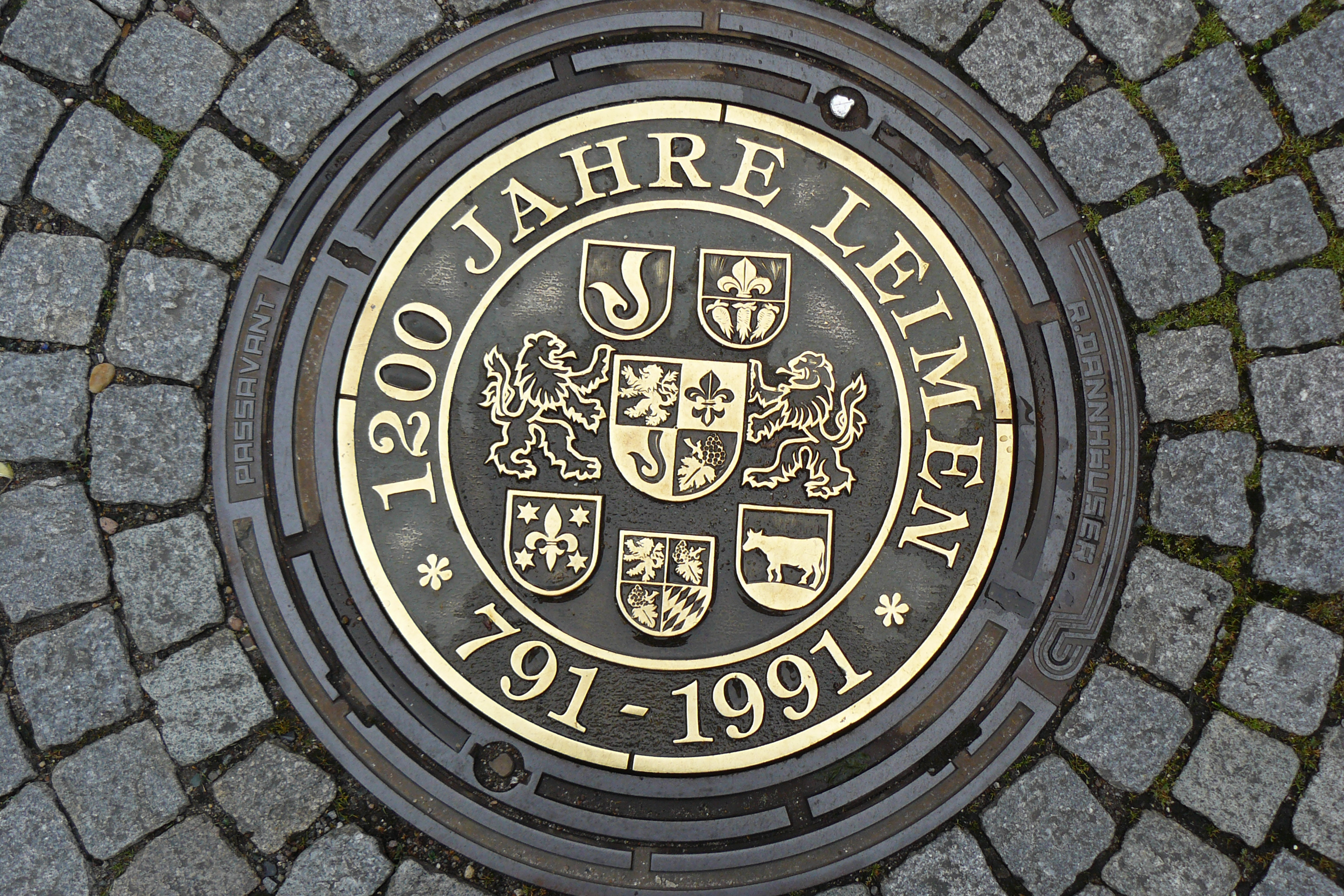
Schachtdeckel in Leimen mit einer Aufschrift, die „1200 Jahre Leimen“ im Jahr 1991 zelebriert

### Mittelalter
Leimen wurde erstmals im Jahre 791 im Lorscher Codex als „Leimheim“ urkundlich erwähnt. Der Name leitet sich vermutlich vom Lehm ab, aus dem der Boden in Leimen dank der früheren Schwemme des Neckars zu großen Teilen besteht und der aufgrund seiner Fruchtbarkeit wohl Grund für die ersten Besiedelungen in der vorgeschichtlichen Zeit war.
Sowohl das Kloster Lorsch als auch das Bistum Worms hatten Grundbesitz. Gauangelloch wurde 1016, Ochsenbach um 1300, Lingental 1312 und der Ort St. Ilgen 1341 als St. Aegidius erstmals erwähnt.
1262 trugen die Ortsherren von Bruchsal den Ort Leimen dem Pfalzgrafen zu Lehen auf, und ab 1351 gehörte Leimen endgültig zur Pfalz. Dort wurde Leimen Sitz der Kirchheimer Zent, die viele Nachbarorte westlich bis zum Rhein umfasste, wie Hockenheim, Schwetzingen, Walldorf, Edingen, Neckarau und bis zur Stadterhebung auch Mannheim.

### Neuzeit
1579 erhielt die Siedlung das Recht, einen Jahrmarkt abzuhalten, und 1595 wurde der Ort als Stadt und Marktflecken bezeichnet. 1674 wurde Leimen während des Holländischen Kriegs teilweise niedergebrannt und 1689 im Pfälzischen Erbfolgekrieg komplett zerstört.
1771 wurde in Ochsenbach eine Stabhalterei eingerichtet, die auch für den Nachbarort Maisbach zuständig war, und 1797 wurde Ochsenbach mit Maisbach zur Gemeinde erhoben, dem auch die Nachbarsiedlung Lingental zugeordnet wurde.
1779 wurde durch Aron Elias Seligmann, der sich ab 1814 Freiherr von Eichthal nennen konnte, in Leimen eine Tabakmanufaktur eingerichtet, und 1792 erbaute dieser sich in Leimen ein Schloss im klassizistischen Stil, das heute als Rathaus der Stadt dient. Seine Tochter Rebeka Caroline und sein ebenfalls aus Leimen stammender Neffe Eduard Seligmann heirateten 1810 und begründeten das Adelsgeschlecht der Edlen von Weling.
1803 fielen Leimen und die Orte Gauangelloch, Ochsenbach, Lingental und St. Ilgen an das Kurfürstentum bzw. Großherzogtum Baden und wurden Gemeinden im Unteramt bzw. Landamt Heidelberg, das 1825 mit dem Stadtamt Heidelberg zum Oberamt Heidelberg vereinigt wurde. Gauangelloch kam jedoch zunächst zum Bezirksamt Neckargemünd, 1856 an das Bezirksamt Eberbach und erst 1864 zum Bezirksamt Heidelberg.

### 20. Jahrhundert
1901 erhielt Leimen eine Straßenbahnverbindung nach Heidelberg (siehe Straßenbahn Heidelberg).
Politisch waren die Bürgerlichen in Leimen führend, bis sie 1918 von den Sozialdemokraten abgelöst wurden. Die SPD blieb bis zum Ende der Weimarer Republik stärkste Partei. Auch 1933 konnte sie sich noch knapp vor der NSDAP behaupten, die 37 Prozent der Stimmen erhielt.
1937 wurde die Gemeinde Ochsenbach aufgelöst. Der Hauptort kam zur Gemeinde Gauangelloch, der Ortsteil Lingental zu Leimen und der Ortsteil Maisbach zu Nußloch. Ein Jahr später entstand der Landkreis Heidelberg aus dem bisherigen Bezirksamt Heidelberg. Einige jüdische Bewohner Leimens wurden in der Zeit des Nationalsozialismus deportiert und ermordet.
Nach Ende des Zweiten Weltkriegs veränderte sich die Sozialstruktur der Gemeinde durch Aufnahme von etwa 1000 deutschstämmigen Vertriebenen aus Ungarn und dem damaligen Jugoslawien stark. Vor allem die katholische Gemeinde wuchs stark an, die CDU wurde dominante Partei in der Gemeinde. Um dem folgenden Wohnungsmangel abzuhelfen, wurden in den 1950er Jahren neue Baugebiete erschlossen; außerdem vollzog sich in den westdeutschen Wirtschaftswunderjahren der Übergang von einem bäuerlichen-kleingewerblichen geprägten Ort zu einem Wohnort für außerorts tätige Arbeiter und Angestellte. In den 1970er Jahren folgte u. a. ein Neubaugebiet am Hang des Königstuhls, das wegen seiner exponierten Lage zum bevorzugten Wohnort der wohlhabenden Bevölkerung wurde. Bei der Kreisreform zum 1. Januar 1973 wurde der Landkreis Heidelberg Teil des neu gebildeten Rhein-Neckar-Kreises; im gleichen Jahr verdoppelte sich die Einwohnerzahl Leimens beinahe durch Eingemeindung der Orte St. Ilgen im Westen sowie Gauangelloch und Ochsenbach im Osten am Südhang des Königstuhles. Bei der 1978 begonnenen Ortskernsanierung wurden in der Ortsmitte der Georgi-Marktplatz mit Cafés und Geschäften und am Ort des aufgrund der Stilllegung der Straßenbahnlinie nach Wiesloch obsolet gewordenen Straßenbahndepots das Einkaufszentrum „Kurpfalz-Centrum“ erbaut.
1981 wurde Leimen zur Stadt erhoben. 1990 überschritt die Einwohnerzahl der jungen Stadt die 20.000-Grenze. Daraufhin stellte die Stadtverwaltung den Antrag auf Erhebung zur Großen Kreisstadt, was die Landesregierung mit Wirkung vom 1. April 1992 beschloss.
Nach dem Abgang des langjährigen Oberbürgermeisters Herbert Ehrbar im Jahr 2000 wurde der hohe Schuldenstand der Gemeinde publik (Stand 2012 etwa 70 Millionen Euro), und Untersuchungen ergaben zahlreiche finanzielle Unregelmäßigkeiten in den zurückliegenden Jahren, außerdem wurden massive planerische Mängel etwa beim Bau der neuen Durchgangsstraße (Bürgermeister-Lingg-Straße, L 600) festgestellt. Diese konnte wegen Klagen von Anwohnern erst 2010 und nicht wie geplant 1999 eröffnet werden; inzwischen wurde allerdings eine Ortsumgehung im Norden beim alten Steinbruch fertiggestellt.

### Eingemeindungen
In die Gemeinde Leimen wurden folgende Gemeinden bzw. Gemeindeteile eingegliedert oder mit dieser vereinigt:
- 1937: Ortsteil Lingental der Gemeinde Ochsenbach (Ochsenbach selbst kam zu Gauangelloch, Maisbach zu Nußloch)
- 1. Oktober 1973: Gauangelloch (mit dem 1937 eingegliederten Ochsenbach)[7]
- 3. Mai 1975: St. Ilgen (Vereinigung mit Leimen zur heutigen Gemeinde Leimen)[7]

### Einwohnerentwicklung/Demographie
Einwohnerzahlen nach dem jeweiligen Gebietsstand. Die Zahlen sind Volkszählungsergebnisse (¹) oder amtliche Fortschreibungen der jeweiligen Statistischen Ämter (nur Hauptwohnsitze).
| Jahr               | Einwohner |
| ------------------ | --------- |
| 1577               | 1.030     |
| 1727               | 566       |
| 1809               | 1.193     |
| 1. Dezember 1871   | 1.724     |
| 1. Dezember 1880 ¹ | 1.796     |
| 1. Dezember 1890 ¹ | 1.976     |
| 1. Dezember 1900 ¹ | 2.821     |
| 1. Dezember 1910 ¹ | 3.451     |
| 8. Oktober 1919 ¹  | 3.606     |
| 16. Juni 1925 ¹    | 3.914     |
| 16. Juni 1933¹     | 4.160     |
| 17. Mai 1939 ¹     | 4.178     |
| Dezember 1945 ¹    | 4.720     |

| Jahr                 | Einwohner |
| -------------------- | --------- |
| 13. September 1950 ¹ | 5.957     |
| 6. Juni 1961 ¹       | 7.261     |
| 27. Mai 1970 ¹       | 9.318     |
| 31. Dezember 1975    | 16.322    |
| 31. Dezember 1980    | 17.043    |
| 25. Mai 1987 ¹       | 18.225    |
| 31. Dezember 1990    | 20.361    |
| 31. Dezember 1995    | 24.621    |
| 31. Dezember 2000    | 26.478    |
| 31. Dezember 2005    | 27.049    |
| 31. Dezember 2010    | 27.225    |
| 9. Mai 2011 ¹        | 25.341    |
| 31. Dezember 2015    | 26.910    |
| 31. Dezember 2020    | 26.862    |

¹ Volkszählungsergebnis
Leimens Bevölkerung weist heute wie viele Orte der Rhein-Neckar-Region einen hohen Einwandereranteil auf, gemäß Zensus 2011 haben 41,1 % der Leimener Bevölkerung einen Migrationshintergrund. Zu den Gastarbeitern der ersten Stunde, die vor allem aus Italien und der Türkei stammten, kam eine größere Gruppe Aramäer, die in der Türkei wegen ihres christlichen Glaubens verfolgt wurden und das Land deshalb verließen. Die Aramäer, die der Syrisch-orthodoxen Kirche von Antiochien angehören, pflegen in Leimen ihre religiöse und kulturelle Tradition, so feiern sie ihre Gottesdienste in der katholischen Kirchengemeinde Herz-Jesu (siehe oben) und unterhalten den Sport- und Kulturverein „Aramäer Leimen“. Zudem siedelten sich zu Beginn der 1990er Jahre zahlreiche Russlanddeutsche (Spätaussiedler) in der Gemeinde an, vor allem im St. Ilgener Neubaugebiet Fasanerie, was unter anderem zur Gründung eines Mix Markt führte, eines deutschen, auf osteuropäische Produkte spezialisierten Supermarktes.

## Religionen

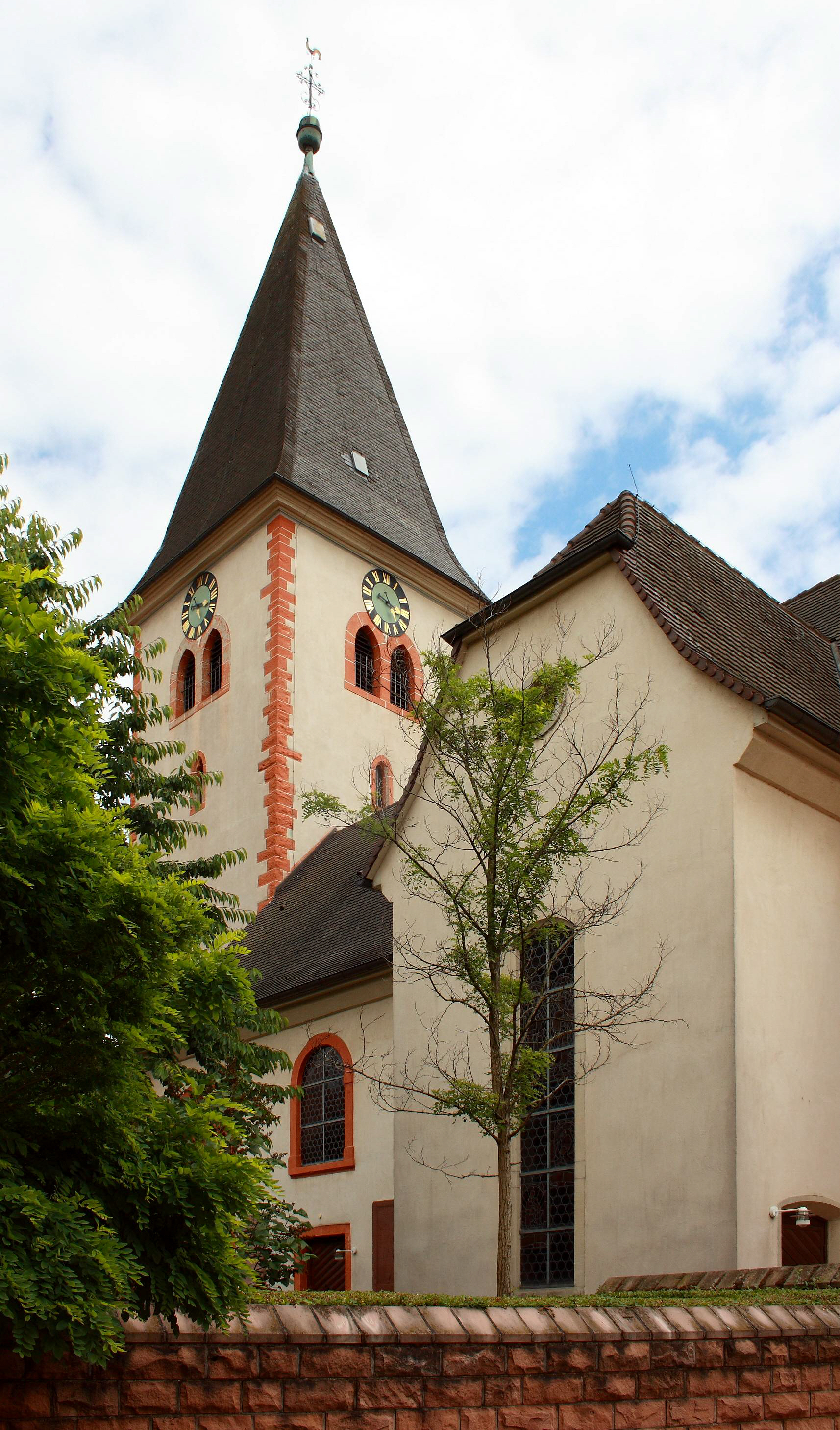
Evangelische Mauritiuskirche

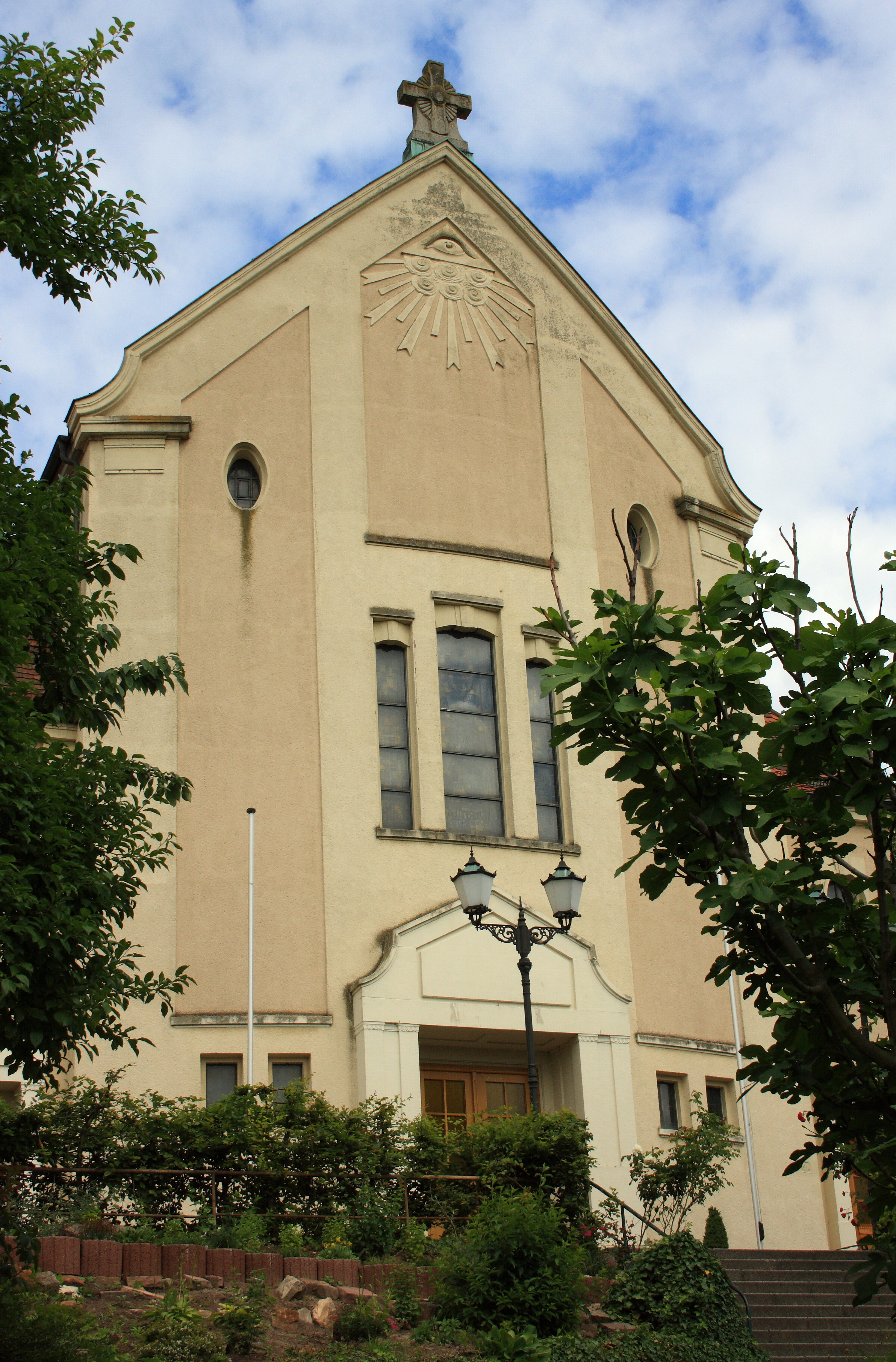
Katholische Pfarrkirche Herz-Jesu

Leimen gehörte anfangs zum Bistum Worms und kam später zum Bistum Speyer. Wie in der gesamten Kurpfalz, so wurde auch in Leimen die Reformation eingeführt. Wurde 1556 zunächst das lutherische Bekenntnis eingeführt, so wechselte man 1559 zum reformierten Bekenntnis. Leimen und sein Umland waren danach überwiegend protestantische Gemeinden. Ab 1699 gab es wieder eine eigene lutherische Gemeinde in Leimen. 1803 kam die (reformierte) Kurpfalz zum (lutherischen) Land Baden und 1821 wurden die beiden protestantischen Kirchen vereinigt. Seither gibt es in Leimen nur noch eine protestantische Gemeinde, die zum Bezirk des Dekanats (Kirchenbezirk) Wiesloch kam. Zur Pfarrei Leimen gehörten seit der Übergabe der St.-Aegidius-Kirche an die Katholiken 1707 (pfälzische Kirchenteilung) auch die Protestanten von St. Ilgen, doch erhielt die dortige Gemeinde 1916 wieder eine eigene Kirche und 1930 auch eine eigene Pfarrei. In Gauangelloch war seit der Reformation fast ausschließlich eine Pfarrei, die teilweise auch für die Nachbarorte zuständig war. Die heutige evangelische Kirche wurde 1901/02 im neugotischen Stil erbaut. Die Kirchengemeinden Leimen und St. Ilgen gehören heute zum Kirchenbezirk Südliche Kurpfalz (ehemals Wiesloch und Schwetzingen) innerhalb des Kirchenkreises Nordbaden der Evangelischen Landeskirche in Baden. Die Kirchengemeinde Gauangelloch gehört zum Kirchenbezirk Neckargemünd.
Die nach der Reformation übrig gebliebenen Katholiken hatten zunächst kein eigenes Gotteshaus. Erst 1707 erhielten sie im Rahmen der pfälzischen Kirchenteilung die Kirche St. Aegidius in St. Ilgen. In Leimen konnte die katholische Gemeinde 1725 eine eigene Kirche (Herz-Jesu) bauen, welche 1914 durch den Neubau der im Jugendstil erbauten Herz-Jesu-Kirche an anderer Stelle ersetzt wurde. In Gauangelloch feierten die Katholiken ab 1824 in den Räumen der Burg ihre Gottesdienste, ehe sie sich 1902/04 eine eigene Kirche (St. Peter) erbauten und ab 1913 eine eigene Pfarrei erhielten. Gehörten die Katholiken im Raum Leimen zunächst noch zum Bistum Speyer, so wurden sie 1821/27 Teil des neu gegründeten Erzbistums Freiburg, wo sie dem Dekanat Heidelberg zugeordnet wurden. 1976 wurden nach Umwandlung des Dekanats Heidelberg in das Stadtdekanat Heidelberg die Pfarreien des Heidelberger Umlands auf benachbarte Dekanate aufgeteilt. Die Pfarrgemeinden auf dem Gebiet der Gemeinde Leimen (Herz-Jesu Leimen, St. Peter Gauangelloch und St. Aegidius in St. Ilgen) kamen somit zum vergrößerten Dekanat Wiesloch, zu dem sie bis heute gehören. Es umfasst nunmehr insgesamt 29 Pfarrgemeinden. Die Pfarrgemeinden Herz-Jesu Leimen, St. Peter Gauangelloch und St. Aegidius in St. Ilgen bilden mit Sandhausen und Nußloch eine Seelsorgeeinheit.
Neben den beiden großen Kirchen gibt es in Leimen einige Freikirchen, darunter die Gemeinde Gottes Leimen im Christlichen Zentrum Heidelberg/Leimen. Im November 2012 fusionierte die neuapostolische Gemeinde Leimen mit ihrer Nachbargemeinde in Sandhausen. Die Bahai-Gemeinde Leimen besteht seit 1992.

## Politik

### Gemeinderat
Der Gemeinderat der Stadt Leimen hat 22 Mitglieder, die den Titel „Stadtrat“ führen und alle fünf Jahre direkt gewählt werden. Hinzu kommt der Oberbürgermeister als Gemeinderatsvorsitzender. Die Zahl der Sitze wurde zunächst 2014, als Konsequenz aus der Abschaffung der Unechten Teilortswahl im Jahr 2007, von 32 auf 26 reduziert. Im Jahr 2018 wiederum beschloss der Leimener Gemeinderat ab der Kommunalwahl 2019 die Reduktion auf nur noch 22 Mitglieder.
Der Gemeinderat setzt sich seit der Kommunalwahl 2024 wie folgt zusammen (in Klammern: Unterschied zu 2019):
| Partei | Stimmen        | Sitze  |
| ------ | -------------- | ------ |
| CDU    | 19,8 % (−4,1)  | 4 (−1) |
| GALL   | 18,9 % (−6,2)  | 4 (−1) |
| FW     | 17,5 % (−0,2)  | 4 (±0) |
| AfD    | 17,0 % (+17,0) | 4 (+4) |
| SPD    | 13,7 % (−2,3)  | 3 (−1) |
| FDP    | 13,2 % (−4,0)  | 3 (−1) |

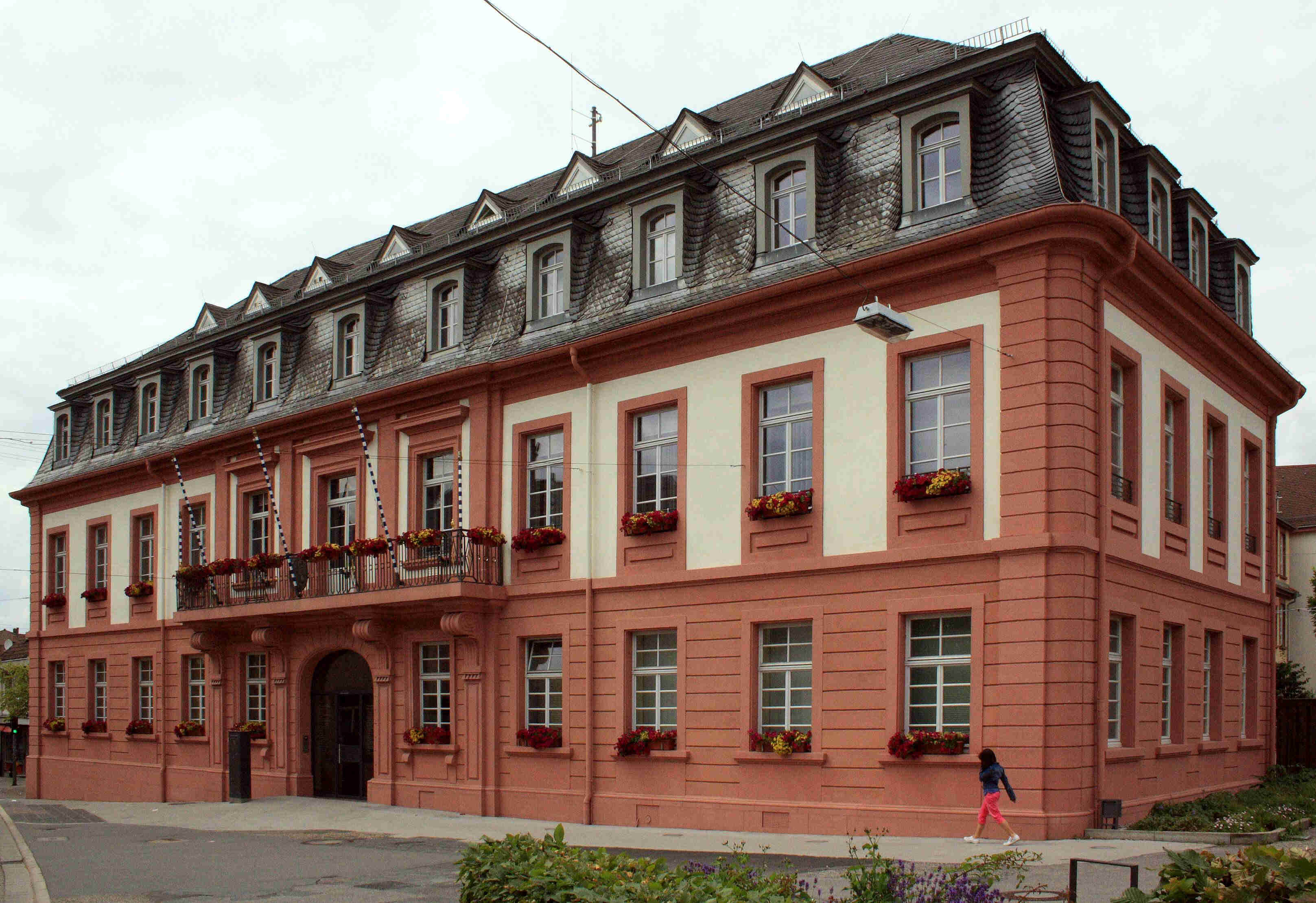
Rathaus Leimen

Die Wahlbeteiligung lag bei 49,9 % (+0,7).
Das Stadtgebiet war bis zur Abschaffung 2014 in drei Wohnbezirke im Sinne der baden-württembergischen Gemeindeordnung gegliedert, wobei die Stadtteile Leimen und Lingental sowie Gauangelloch und Ochsenbach zu je einem Wohnbezirk zusammengefasst wurden. In den drei Bezirken gab es Ortsbeiräte. In Gauangelloch und St. Ilgen ist jeweils eine Verwaltungsstelle der Stadtverwaltung, welche die Bezeichnung „Bürgeramt“ trägt.

### Bürgermeister
An der Spitze der Stadt steht der Bürgermeister, seit 1992 Oberbürgermeister, der von der Bevölkerung auf acht Jahre direkt gewählt wird. Sein ständiger Vertreter ist der Beigeordnete mit der Amtsbezeichnung Bürgermeister. Bürgermeister ist seit dem 11. Juni 2024 John Ehret. Er wurde am 24. März 2024 mit 63,8 Prozent der Stimmen zum Oberbürgermeister gewählt.
| Schultheißen - Dym (Diehm) 1347 - Johann 1352 - Hans Karg 1381 - Hans Gyselmann 1430, 1439, 1440 - Wendel Brait 1529, 1531 - Huprecht 1534 - Hans Ysig 1571 - Bernhard Kolb 1570, 1595, 1603 - Valentin Kaltschmitt 1626 - Hans Rettich 1653, 1656, 1663 - Johann Matthias Aicher 1663 - Hans Andreas Riehm 1663 - Gabriel Schweppler 1674, 1677, 1682 - Niklas Würth 1692 - Georg Ludwig Schlotthauer 1695–1699 - Leonhardt Schönleber 1699–1701 - Andreas Riehm 1701–1704 - Mathias Stephan 1704–1709 - Melchior Moebus 1709–1741 - Franz Frank 1742–1750 - Egidius Zotzel 1750–1751 - Wilhelm Hummel 1751–1761 - Anton Dachert 1761–1763 - Peter Seitz 1764–1797 - Michael Hummel 1798–1801 | Vögte - Johann Jakob Schneider 1801–1827 - Bernhard Brucker 1827–1829 - Jacob Wegert 1829–1838 (ab 1831 als Bürgermeister) Bürgermeister - Johann Ludwig Waldbauer 1838–1844 - Heinrich Seitz 1845–1876 - Jakob Rehm III. 1876–1882 - Leonhard Schneider 1882–1883 - Ludwig Endlich 1883–1896 - Christoph Lingg 1896–1923 - Jakob Weidemaier 1923–1933 und 1945 - Fritz Wisswesser 1933–1945 - Georg Appel 1946–1948 - Otto Hoog 1948–1976 - Herbert Ehrbar 1976–2000 (ab 1992 als Oberbürgermeister) Oberbürgermeister - Wolfgang Ernst 2000–2016 - Hans Reinwald 2016–2024 - John Ehret 2024– |

### Wappen
Wappenbeschreibung: Das Wappen der Stadt Leimen zeigt in geviertem Schild: 1. In Gold ein rotbezungter, schwarzer Löwe; 2. In Blau eine silberne Lilie, 3. In Blau ein silberner Angelhaken, 4. In Silber eine nach oben gekehrte blaue Weintraube an grünem Stiel mit rechtshin weisendem grünem Rebblatt.
Das Wappen, das 1981 vom Landratsamt des Rhein-Neckar-Kreises genehmigt wurde, vereinigt die Symbole des früheren Wappens von Leimen und der heutigen Stadtteile Gauangelloch und St. Ilgen. Der kurpfälzische Löwe und die Weintraube waren bereits im alten Leimener Wappen zu finden. Die Lilie wurde dem St. Ilgener Wappen und der Angelhaken dem Gauangellocher Wappen entnommen, wobei letzteres ein redendes Wappen darstellte. Die Flagge ist Blau-Weiß.
Wappen der Ortsteile

Leimen bis 1973
Gauangelloch
Ochsenbach
St. Ilgen

### Städtepartnerschaften
Leimen unterhält mit folgenden Städten Städtepartnerschaften:
- Tinqueux (Frankreich), seit 1966
- Tigy (Frankreich), seit 1970 mit der damaligen Gemeinde St. Ilgen
- Cernay-lès-Reims (Frankreich), seit 1981 mit dem Stadtteil Gauangelloch
- Mafra (Portugal), seit 1990
- Castanheira de Pera (Portugal), seit 1993
- Kunín (Tschechien), seit 2018

Darüber hinaus bestehen seit Anfang der 1990er Jahre Freundschaftsvereinbarungen. Diese haben einen ähnlichen Charakter wie Partnerschaften, jedoch findet der Austausch weniger regelmäßig statt. Vereinbarungen wurden von der Stadt Leimen geschlossen mit:
- Meißen (Deutschland)
- Ruda Śląska (Polen)
- Oktabrskja (Belarus)
- Krummau (Tschechien)
- Elek (Ungarn)
- Alamaskamaras (Ungarn)
- Rodewisch (Deutschland)

Es bestehen auch sogenannte Patenschaften, welche die Verbundenheit mit den aus dieser Region stammenden Menschen zeigen sollen. Folgende Patenschaften hat die Stadt Leimen in den Jahren 1985–1992 geschlossen:
- Mány (Ungarn)
- Heimatortsgruppen Almaskamaras und Elek (Ungarn)
- Heimatortsgruppen (Deutsch-Stamora) und (Keglewichhausen) (Rumänien)

### Nachbarschaftsverband
Leimen gehört zum Nachbarschaftsverband Heidelberg-Mannheim, dessen Aufgabe es ist, den regionalen Flächennutzungsplan zu erstellen.

## Kultur und Sehenswürdigkeiten

### Bauwerke

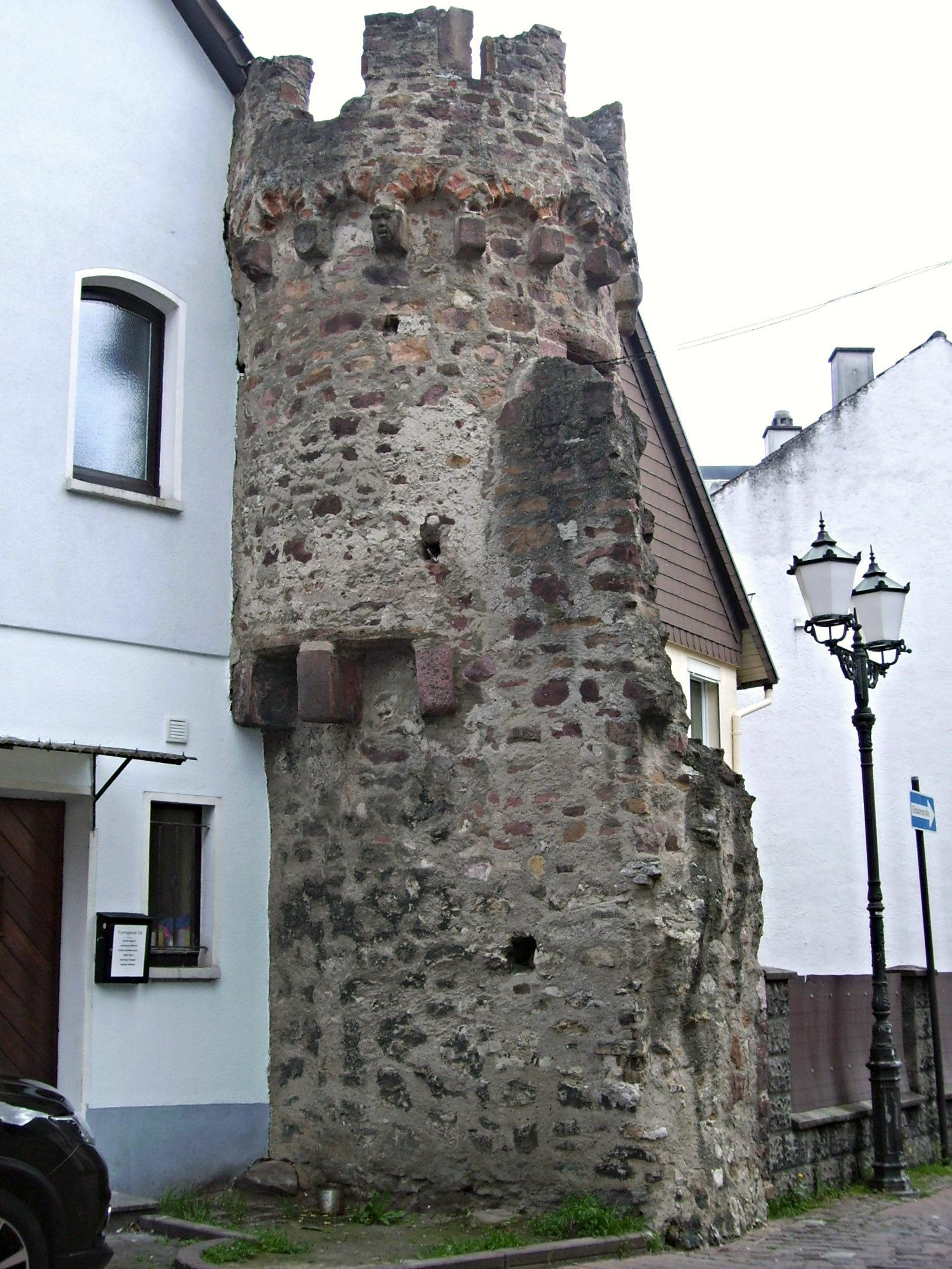
Der Franzosenturm. Auf den ersten drei Konsolen von links befinden sich der Reihe nach: Ein Neidkopf, ein Wappenschild und wieder ein Neidkopf.

Der Franzosenturm in der Turmgasse ist ein Überbleibsel der mittelalterlichen Stadtbefestigung aus dem 14. Jahrhundert, die im 19. Jahrhundert abgerissen wurde. Der ursprüngliche Mauerverlauf ist in der Johannisstraße mit Pflastersteinen gekennzeichnet und mit einer Hinweistafel versehen. Früher floss beim Turm noch oberirdisch der Rösbach entlang, was laut dem Heimatgeschichtler Georg Menzer der Überlieferung nach den Franzosen geholfen haben soll, in die Stadt einzudringen, da ein Soldat, der in der Stadt eine Geliebte hatte, die Durchflussöffnung in der Mauer als Durchgang nutzte, um zu ihr zu gelangen. Als die Belagerer hinter dieses Geheimnis kamen, konnten sie auf diesem Weg die Stadt infiltrieren und brandschatzen. Der Maler Karl Philipp Fohr fertigte eine Federzeichnung von dem Turm und seiner Umgebung mit dem Titel „Das Frankenloch in Leimen“ an. Das Bild ist im Besitz des Hessischen Landesmuseums Darmstadt. Er malte – laut Angabe etwa 1812 – ebenfalls ein Aquarell, das nachträglich den Titel „Das Französenloch in Leimen“ erhielt und sich heute im Besitz der Staatlichen Kunsthalle Karlsruhe befindet. Beide Werke zeigen sowohl den Turm mit den Überbleibseln der Stadtmauer als auch den dort vorbeifließenden Rösbach.
Das Rathaus mit Spiegelsaal, das ehemalige Palais des Aaron Elias Seligmann, des späteren Freiherrn von Eichthal, ist der repräsentative Bau in der Innenstadt. Die evangelische Mauritiuskirche wurde 1681/83 nach der Zerstörung wieder aufgebaut und 1732 sowie 1932 baulich erweitert. Die katholische Herz-Jesu-Kirche wurde erst 1914 erbaut.

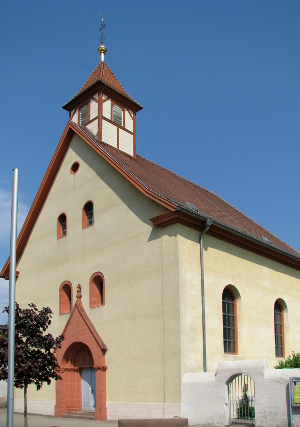
St.-Aegidius-Kirche

Die St.-Aegidius-Kirche ist die Hauptsehenswürdigkeit im Stadtteil St. Ilgen, auch wegen ihrer romantischen Lage am Leimbach an einer kleinen Allee. Die ursprüngliche Klosterkirche ist seit der pfälzischen Kirchenteilung 1707 katholische Pfarrkirche. Die evangelische Kirche in St. Ilgen wurde erst 1916 erbaut.
Das Rathaus im Stadtteil St. Ilgen hat seit 1991 ein Porzellanglockenspiel mit 13 Glocken aus Meißner Porzellan.
Im Bettendorffschen Schloss in Gauangelloch ist heute eine Galerie untergebracht. Die beiden Kirchen in Gauangelloch stammen vom Anfang des 20. Jahrhunderts und wurden im neugotischen Stil erbaut, die evangelische Kirche in den Jahren 1901/02, die katholische Kirche St. Peter 1902/04.
Zwei Kilometer östlich der Kernstadt liegt auf einem Ausläufer des Königstuhls das historische Landgut Lingental, das 1312 erstmals erwähnt und 1937 nach Leimen eingemeindet wurde. Im 19. Jahrhundert war das Landgut im Besitz des Rechtswissenschaftlers Karl Salomo Zachariae, der sich nach seiner Erhebung in den Adelsstand 1842 von Lingenthal nannte. Der 1884 nahe dem Landgut aufgefundene Grabstein des Mogetius zählt zu den bedeutenden Funden der Römerzeit in Leimen. In dem aus sechs historischen Gebäuden bestehenden Landgut, an das sich seit den 1960er Jahren ein Neubaugebiet anschließt, befinden sich seit 2013 mehrere Gastronomie- und Gewerbebetriebe.
In der Nähe des Stadtteils Ochsenbach befindet sich der Sender des NDB-Funkfeuers NKR.
Im Ortsteil Gauangelloch befindet sich ein 1,1 km langer Evolutionsweg mit 19 Stationen. Sie stellen die Entwicklung des Lebens von der Entstehung der Erde bis zum Auftreten des Menschen (Homo sapiens) dar.

### Sport
- Der Fußballverein VfB Leimen wurde 1914 als TV Leimen gegründet. 1991/92 spielte er in der Oberliga Baden-Württemberg.
- TC Blau-Weiß Leimen 1964 e. V. ist ein 1964 gegründeter Tennisverein, der durch den Leimener Boris Becker bekannt wurde.
- Der Gewichtheberverein AC Germania St. Ilgen hebt aktuell (Stand: November 2022) in der 2. Bundesliga (Gruppe A). Der Bundesverband Deutscher Gewichtheber und das Leistungszentrum für Gewichtheber als Außenstelle des Olympiastützpunkts Rhein-Neckar haben ihren Sitz in Leimen.[24]
- Die Kultur- und Sportgemeinde Leimen ist ein 1945 gegründeter Mehrspartenverein. Die Damen-Basketballmannschaft war 1967 und 1973 Deutscher Vizemeister.

### Ferienstraßen
Leimen liegt an drei bedeutenden touristischen Straßen:
- Bergstraße von Darmstadt nach Wiesloch
- Bertha Benz Memorial Route von Mannheim nach Pforzheim
- Badische Weinstraße von Laudenbach nach Weil am Rhein.

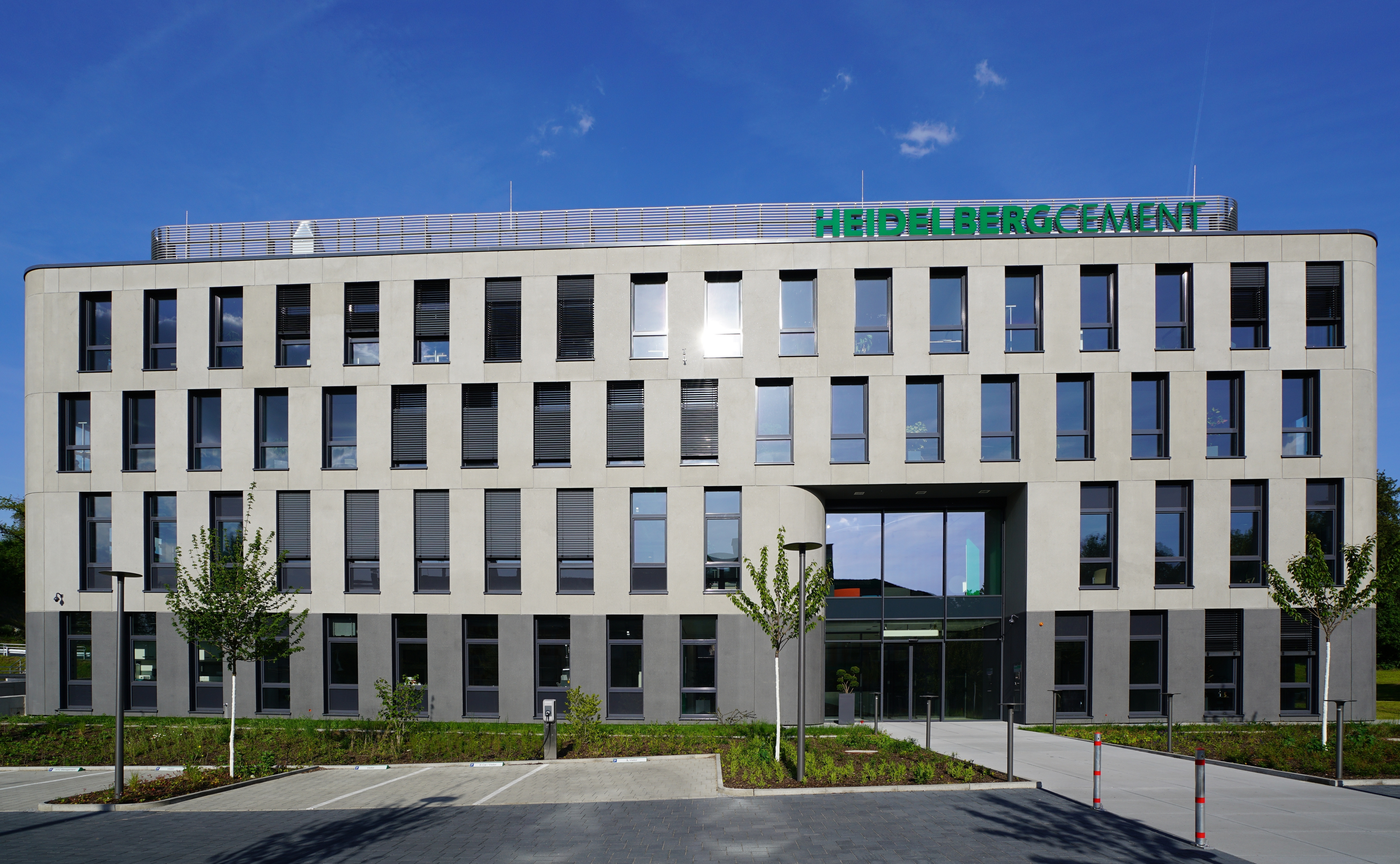
HeidelbergCement Technology Center

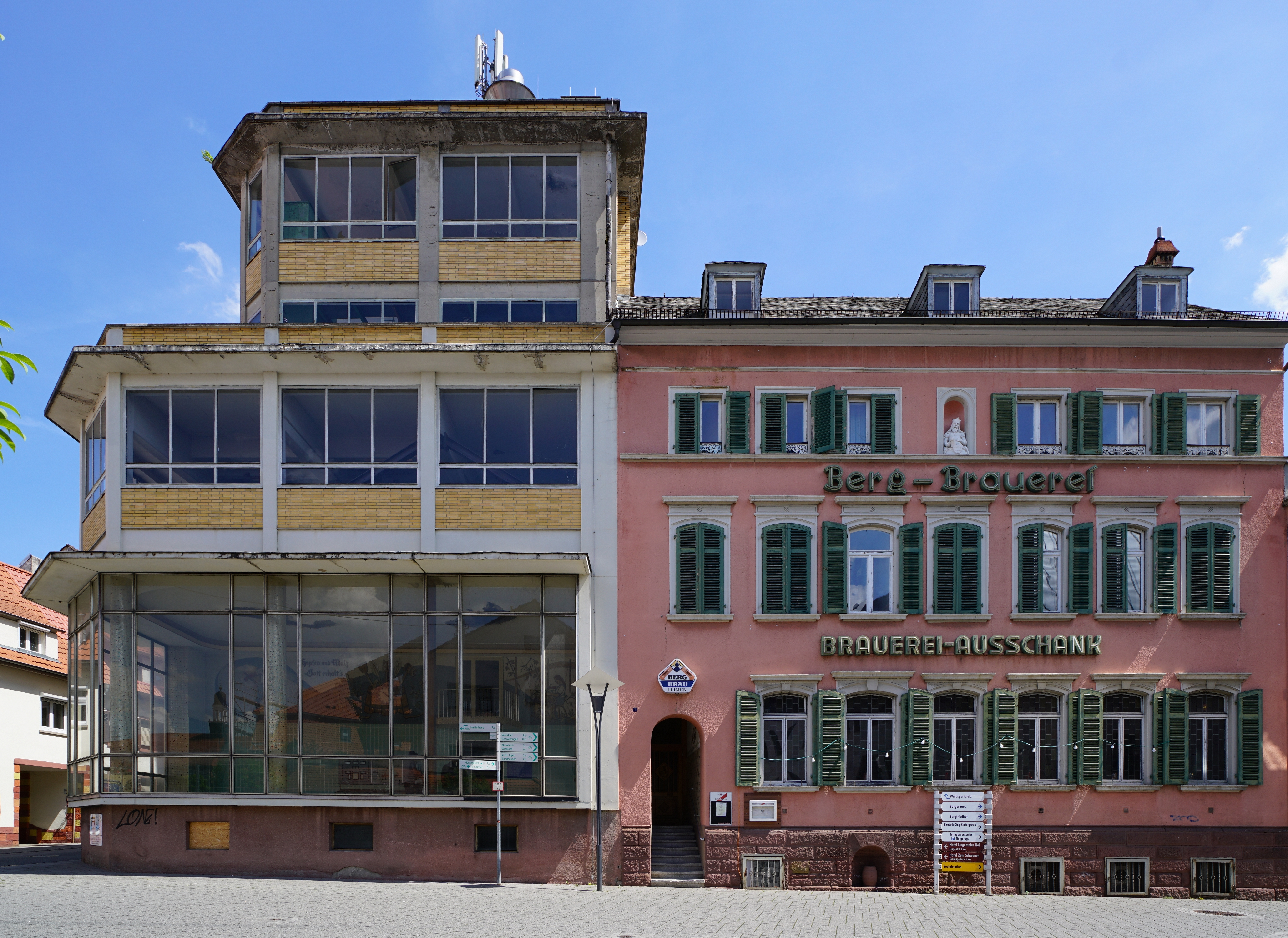
Bergbrauerei

## Wirtschaft und Infrastruktur
Leimen ist ein traditionsreicher Weinbauort, was sich auch im Stadtmotto „Sport, Wein- und Europastadt“ widerspiegelt. Unter den Winzern sind vor allem der im Familienbesitz befindliche Großbetrieb Adam Müller und das Weingut Thomas Seeger zu nennen. Die 1862 gegründete Bergbrauerei Leimen, Biermarke „Bergbräu“, zuletzt „Leimener“, die sich im Familienbesitz der Familie Geiser befand, wurde 2005 wegen mangelnder Rentabilität geschlossen. Am Stadtausgang Richtung Heidelberg befindet sich das Portland-Zementwerk der HeidelbergCement AG, das seit seiner Eröffnung im Jahr 1896 einer der größten Arbeitgeber der Stadt ist. Gegenüber befindet sich die Festhalle des Unternehmens, die heute den Namen „Portland-Forum“ trägt.

### Verkehr
Leimen ist über die Bundesautobahn 5 Karlsruhe – Heidelberg (Anschlussstellen Walldorf/Wiesloch oder Heidelberg/Schwetzingen) zu erreichen. Zwischen der Kernstadt und dem Stadtteil St. Ilgen verläuft die Bundesstraße 3 Heidelberg – Bruchsal.
Die neue Nordost-Umgehung L 600 verbindet seit 2005 das Elsenztal und die Rheinebene mit einem interessanten Brückenbauwerk über einen alten, renaturierten Steinbruch hinweg.
Im Stadtteil St. Ilgen befindet sich der Bahnhof St. Ilgen/Sandhausen an der Rheintalbahn. Hier halten Züge der S-Bahn RheinNeckar sowie vereinzelt Regionalbahn- und Regional-Express-Züge. Den öffentlichen Personennahverkehr (ÖPNV) bedienen darüber hinaus mehrere Buslinien. 1901 wurde eine Straßenbahnlinie von Heidelberg über Leimen nach Wiesloch eröffnet. 1973 wurde der Abschnitt von Leimen nach Wiesloch stillgelegt und durch Busse ersetzt. Heute fährt die Straßenbahnlinie 23 der RNV nach Heidelberg. Leimen gehört zum Tarifgebiet des Verkehrsverbunds Rhein-Neckar. Zentrale Knotenpunkte bei den öffentlichen Verkehrsmitteln sind das Kurpfalz-Centrum und der Bahnhof St. Ilgen-Sandhausen. Leimen liegt in der VRN-Wabe 145.
Busverbindungen gibt es nach Heidelberg, Gaiberg und Gauangelloch (Bus 757), Sandhausen, Nussloch (Bus 751, 759 und 758) und Nussloch, Wiesloch (Bus 723) und Nussloch, Walldorf (749).
Durch eine Alltagsroute aus dem Radnetz Baden-Württemberg ist Leimen über Nußloch mit Wiesloch und in der anderen Richtung mit Heidelberg verbunden.
Durch Leimen verlaufen die folgenden Landes-Radfernwege:
- Der Badische Weinradweg[28] führt von Grenzach-Wyhlen am Hochrhein nach Laudenbach, dabei werden sieben der neun badischen Weinanbaugebiete untereinander verbunden. Die Route verläuft von Wiesloch über Nußloch nach Leimen. Weiter führt sie nach Heidelberg.
- Der Odenwald-Madonnen-Radweg führt ab Tauberbischofsheim durch den Odenwald bei Hardheim, Walldürn und Buchen, das Neckartal bei Mosbach, Eberbach und Heidelberg bis in die Rheinebene über Walldorf nach Speyer.

Dem Güterverkehr der Heidelberg Materials diente die Materialseilbahn Leimen–Nußloch.

### Öffentliche Einrichtungen
Alten- und Pflegeheime: Dr. Ulla-Schirmer-Haus der evangelischen Heimstiftung und Pro Seniore Residenz Odenwald

### Bildung

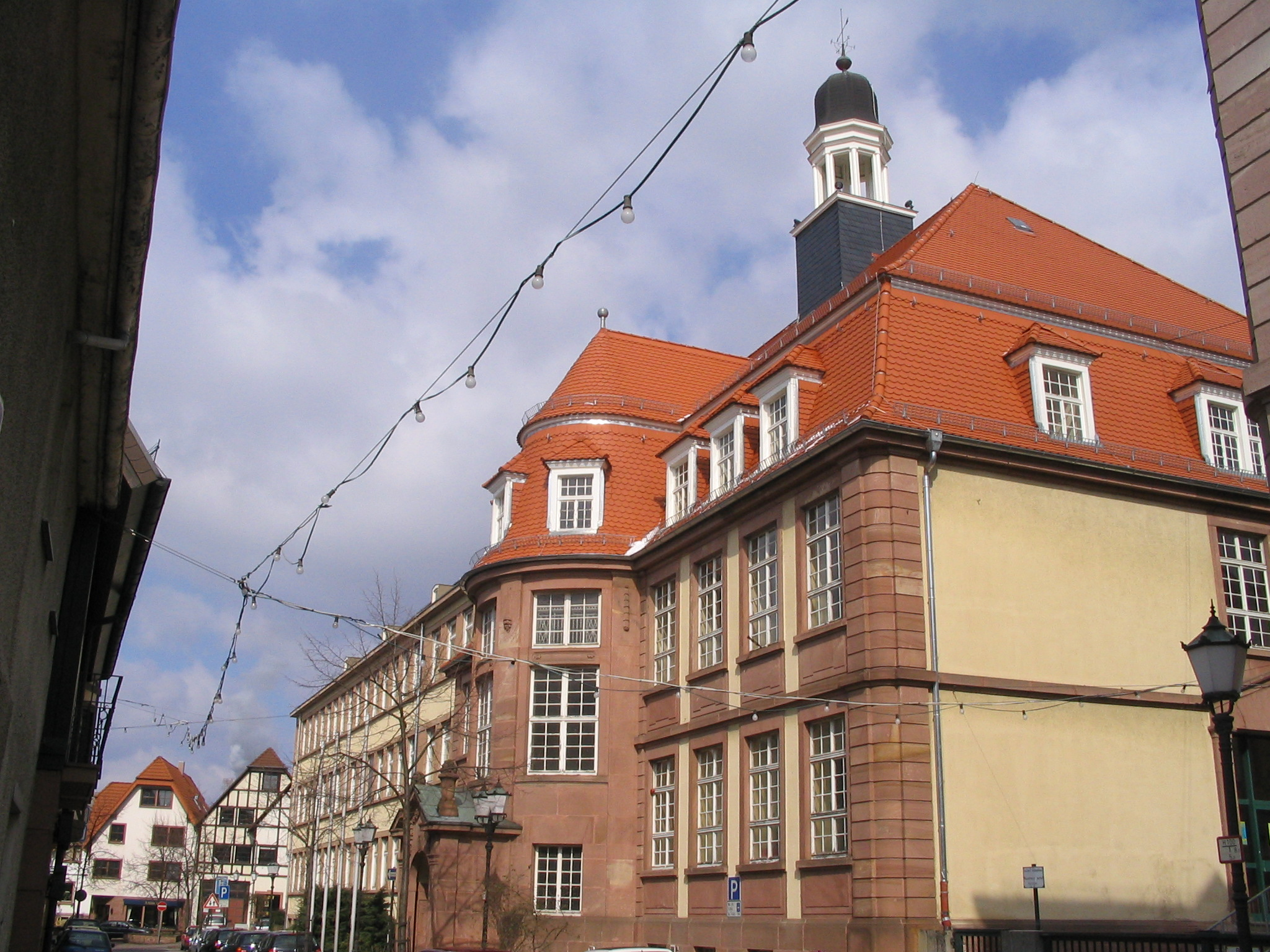
Grundschule Leimen-Mitte

In Leimen gibt es eine Realschule (Otto-Graf-Realschule), eine Grundschule in Leimen Mitte (Turmschule), eine Werkrealschule mit Grundschule in St. Ilgen (Geschwister-Scholl-Schule) sowie die Grundschule Schlossbergschule im Stadtteil Gauangelloch.
Leimen betreibt eine Musikschule und eine Stadtbücherei.

## Persönlichkeiten

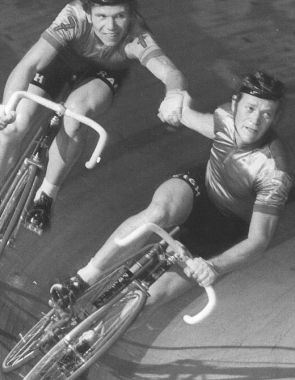
Günter Haritz (l.) beim Münchener Sechstagerennen 1976

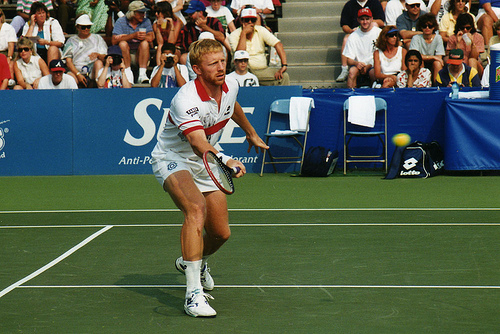
Boris Becker bei einem Turnier in den USA 1994

### Ehrenbürger
Leimen hat folgenden Personen das Ehrenbürgerrecht verliehen:
| - 27. September 1879: Rudolf Lehmann Mayer (1809–1884) - 30. März 1895: Ludwig Mayer (1847–?) - 30. März 1895: Emil Mayer (1848–1910) - 15. Oktober 1906: Friedrich Erhard (1832–1913) - 1. Januar 1925: Friedrich Schott (1850–1931) - 20. Juli 1949: Ehrhard Schott (1879–1968) - 8. August 1950: Wilhelm Haug (1889–1949) - 22. Juni 1950: Jakob Weidemaier (1870–1954) - 6. Mai 1965: Johannes Reidel (1876–1971) - 2. Februar 1968: Jakob Kast (1900–1975) - 19. April 1970: Jacques de Moncuit (1906–1995), Bürgermeister von Tigy - 8. September 1972: Günter Haritz (* 1948), Radrennfahrer - 13. Dezember 1974: Herbert Ehrbar (1933–2011), Bürgermeister - 20. Dezember 1974: Willi Laub (1900–1977) - 28. April 1975: Albert Kübler (1911–1991) - 28. April 1975: Karl Gehrig (1902–1981) - 20. Mai 1976: Hubert Eisinger (1907–1979) | - 20. Mai 1976: Ferdinand Reidel (1902–1989) - 15. Dezember 1977: Otto Hoog (1913–1984) - 7. Dezember 1978: Paulette Billa (1908–2000), Bürgermeisterin von Tinqueux - 16. Dezember 1983: Alois Lang (1916–1991) - 21. Dezember 1984: Herbert Michels (1919–2011) - 18. Januar 1985: Philipp Kübler (1913–2009) - 22. Mai 1985: Paul Geiger (1915–1998) - 7. Juli 1986: Boris Becker (* 1967), Tennisspieler - 27. November 1992: Otto Stumpf (1923–1996) - 2. April 1993: Willi Dick (1928–2009) - 2. Juli 1996: Erich Dittrich (1926–2015) - 12. Juli 1996: Wilhelm Gottselig (1926–2013) - 24. Oktober 1997: Berthold Klingmann (1923–2000) - 23. August 2002: Helmut Stumpe (1922–2016) - 22. April 2005: Helene Weber (1934–2011) - 31. Januar 2012: Bruno Sauerzapf (1944–2021) |

### Söhne und Töchter der Stadt
- Aron Elias Seligmann (1747–1824), kurpfälzischer Hoffinanzier, später Leonhard Freiherr von Eichthal
- David von Eichthal (1775–1850), einer der führenden Industriellen Badens
- Simon von Eichthal (1787–1854), Bankier und Großgrundbesitzer, Gründer der Bayerischen Hypotheken- und Wechselbank
- Joseph Edler von Henikstein (1768–1838), Kunstmäzen und Freund Wolfgang Amadeus Mozarts
- Ferdinand Langer (1839–1905), Opernkomponist und Dirigent, Hofkapellmeister in Mannheim
- Daniel Hartmann (1854–1952), Arbeiter, fand den Unterkiefer des Homo heidelbergensis
- Leonie Wild (1908–2005), Seniorchefin und Mitgründerin der Rudolf-Wild-Werke
- Bert Hellinger (1925–2019), Familientherapeut und Buchautor
- Udo Ehrbar (* 1942), Politiker (CDU), MdB 1983–1994
- Manfred Neuner (1945–2001), Fußballschiedsrichter
- Rainer Zietsch (* 1964), Fußballspieler
- Jochen Schölch (* 1966), Theaterregisseur und Hochschullehrer
- Boris Becker (* 1967), Tennisspieler
- Sachar Theres (* 1974), Fußballspieler
- Nikias Chryssos (* 1978), Filmregisseur und Drehbuchautor
- Anne Spiegel (* 1980), Politikerin (Bündnis 90/Die Grünen)
- Rainer Buhmann (* 1981), Schach-Großmeister
- Clemens von Grumbkow (* 1983), Rugbyspieler